# Walter Berry (koszykarz)
Walter Berry (ur. 14 maja 1964 w Nowym Jorku) – amerykański koszykarz, występujący na pozycji skrzydłowego.

## Osiągnięcia
NCAA
- Uczestnik:
  - NCAA Final Four (1985)
  - turnieju NCAA (1985, 1986)
- Mistrz:
  - turnieju konferencji Big East (1986)
  - sezonu regularnego konferencji Big East (1985, 1986)
- Zawodnik Roku[1]:
  - im. Johna R. Woodena (1986)[2]
  - według:
    - National Association of Basketball Coaches (NABC – 1986)[3]
    - Associated Press (1986)[4]
    - Sporting News (1986)[5]
    - United Press International (1986)[6]

  - Konferencji Big East (1986)[7]
- Laureat[1]:
  - Oscar Robertson Trophy (1986)[8]
  - Adolph Rupp Trophy (1986)[9]
  - Haggerty Award (1986)[10]
- Zaliczony do I składu All-American (1986)[1]

Drużynowe
- Mistrz Grecji (1993, 1996)
- Zdobywca:
  - Pucharu Koracia (1994)
  - Pucharu Grecji (1999)

Indywidualne
- MVP Pucharu Grecji (1999)
- Lider:
  - strzelców:
    - ligi hiszpańskiej (1991)
    - ligi greckiej (1995)

  - ligi greckiej w zbiórkach (1995)

Reprezentacja
- Mistrz świata U–19 (1983)[11]